# 45. pěší pluk
Pluk byl založen 25. 1. 1682 patentem císaře Leopolda I. jako Trauttmansdorf zu Fuß.
Označení IR 45 ( Infanterie Regiment No. 45 ) získal pluk při zavedení plukovních čísel v roce 1769.

## Historie pluku
Po založení se pluk roku 1684 účastnil obléhání Ofenu kde ztratil cca 300 mužů. V roce 1686 se pluk žádných významných vojenských akcí neúčastnil. Při pádu Bělehradu roku 1690 byl pluk skoro zcela zničen (ztráta ca 1800 mužů ). Roku 1699 by uzavřen mír s Turky. V počátku války o Španělské dědictví byl pluk umístěn v uherských posádkách, kde se doplňoval. Od roku 1706 do roku 1711 se pluk účastnil bojů proti maďarským povstalcům. V letech 1716-1718 se pluk účastnil bojů proti Turkům. Od roku 1719 se pluk podílel na výstavbě pevnosti Esseg. V době míru byl pluk umístěn v Uhrách. Roku 1728 byli všichni zedníci, zámečníci a tesaři odesláni ke stavbě pevnosti Bělehrad. V roce 1730 byl pluk převelen do Itálie, kde měl za úkol potlačit vzpouru. Po ukončení úkolu byl pluk převelen zpět do Uher. V roce 1733 byl pluk opět převelen do Itálie. Po třech letech se vrátil zpět do Uher. Zde byl přidělen k jednotkám velícího prince Josef Friedrich z Sachsen-Hildburghausen. V roce 1741 byl pluk soustředěn v Tyrolích a do války o rakouské dědictví nezasáhl. Roku 1743 se pluk přesunul do Itálie, kde se účastnil bojů proti Španělsku a království obou Sicílií. V roce 1747 nebyly žádné významné bitvy. V roce 1750 byl pluk převelen do Vídně. Během sedmileté války se pluk účastnil různých bitev a v roce 1759 byl přidělen k hlavní armádě, ale k žádné významné bitvě nedošlo. V roce 1760 byl pluk přidělen k jednotce, která měla zaútočit na Berlín. V roce 1761 byl pluk u jednotek ve Slezsku, ale neúčastnil se žádné z bitev. V roce 1763 byl uzavřen mír. V roce 1772 měl pluk rozkaz k vykonání přehlídky před císařem a spoluvládkyní. Přehlídka dopadla ke spokojenosti obou vládců. Ve válce o bavorské dědictví v letech 1778 – 1779 nedošlo k významným bitvám a prováděly se pouze taktické přesuny. V roce 1792 zaútočila Francie na Sardinské království a to se obrátilo s prosbou o pomoc na Rakousko. Roku 1793 byl pluk přidělen k armádě hraběte Wurmsera na horním Rýnu. V letech 1793 – 1794 se pluk účastnil různých bitev proti Francii. V průběhu roku 1795 nedošlo k žádným významnějším bitvám. V roce 1796 byl pluk přidělen k italské armádě a zde se účastnil prvního pokusu o osvobození pevnosti Mantua. Tento pokus se nezdařil. Následně byl pluk přidělen k jednotkám, které chránily Tyroly. Pluk se zúčastnil bitev u Mazzetta, Rivolli, Lugana). Po podepsání míru byl pluk odvelen do Benátska do území Montagnana. V roce 1799 byl pluk přidělen k italské armádě. V roce 1801 byl pluk přesunut do posádek v Grazu a Leobenu.
Po prohrané válce s Napoleonem byl pluk v roce 1809 z důvodu odzbrojení zrušen.
V roce 1816 byl puk obnoven jako Infanterieregiment Erzherzog Joseph Ferdinand Nr.45.

## Organizace
Roku 1687 zrušeni pikenýři a pěší vojsko bylo vybaveno mušketami.
- 1747 – u pěšího vojska zavedena bílá uniforma.
- 1750 – zaveden nový předpis pro cvičení jednotek.
- 1770 – vydán nový cvičební řád a složení pluků.
- 1802 – zrušena celoživotní vojenská služba a nahrazena 10letou službou u pěších vojsk.

### Egalizační barva
V roce 1765 – purpurová červeň a knoflíky žluté.

## Posádky pluku
- 1729 Esseg, Bělehrad
- 1730 Pavia, Cremona, Bělehrad, Temešvár
- 1731 Pavia, Cremona, Esseg
- 1732 Perovaraždin, Temešvár, Esseg
- 1733 Bělehrad, Korutany
- 1735 Costa, Villa Mazarno, Cornio, Fratta
- 1736 Esseg
- 1742 Bregenz, Philippsburg, Ehrenberg, Kufstein, Charnitzpass
- 1746 Benátky, Korsika
- 1748 Novi, San Fiorenzo, Pavia
- 1749 Pavia
- 1750 – 1751 Vídeň
- 1752 – 1754 Žatec
- 1755 – 1757 Sedmihradsko, Krostadt
- 1758 – 1775 Hermannstadt, Karlsburg, Kronstadt
- 1775 – 1778 Leonberg, Bruck a d. Mur, Leoben, Knittelfeld, Judenburg a Leibnitz
- 1778 – 1779 Praha
- 1779 – 1789 Graz, Leoben, Leibnitz
- 1789 – 1790 Glina
- 1790 – 1797 Leoben, Bruck a/d. Mur, Judenburg
- 1798 – 1806 Leoben, Gran, Zara, Spalato
- 1806 – 1809 Leoben
- 1809 – Graz, Salcburk
- 1914 – Przemyśl, Travnik, Sanok

## Významné bitvy
- Osmansko-habsburské války

1684/1686 obléhání města Ofen
1685 bitva u Granu
1687 Bitva u Nagyharsány
1691 Bitva u Slankamenu
1696 bitva u Olasche
1697 Bitva u Zenty
- Válka o španělské dědictví

1702 obléhání Landau
1704 bitva u Schelenbergu
obléhání Ulmu
obléhání Landau
- Rakousko-turecká válka (1716-1718)

1716 Bitva u Petrovaradína
obléhání Temešváru
1717 bitva u Bělehradu
- Válka o rakouské dědictví

1746 Piacenza
La Bochetta
1748 bitva u Savony
bitva u Varragia
- Sedmiletá válka

1757 Bitva u Vratislavi
Bitva u Leuthenu
1758 bitva u Hochkirchu
1760 bitva u Torgau
- Válka o bavorské dědictví
- Válka proti Turkům

1789 Bitva o Bělehrad
- První koaliční válka s Francií

1793 obléhání pevnosti Mainz
- Válka druhé koalice (1798-1802)

1799 obléhání pevnosti Mantua
bitva u Marenga
bitva u Novi
bitva u Mondovi
1800 obléhání Savony
bitva u Marengy

## Majitelé pluku
- 1682 – Zikmund Jáchym z Trauttmansdorffu
- 1682 – 1710 Karel Theodor Otto ze Salmu
- 1710 – 1761 Jindřich Josef Daun
- 1761 – 1767 Vilém hrabě O'Kelly
- 1767 – 1776 Ferdinand Friedrich sv. pán von Büllow
- 1776 – 1806 Franz von Lattermann
- 1806 – 1809 Tiery sv. pán de Vaux

## Velitelé jednotky
| I. | II. |  |
| --- | --- |  |
| - 1682 – 1686 Franz Joachim von Strasser - 1686 – 1691 Konrad Albrecht Lapaczek von Guttenberg - 1691 – 1700 Heinrich Georg baron d^Elmpt - 1700 – 1704 Anton Jörger baron de Tollet - 1704 – 1714 Phillip baron de Langlet - 1714 – 1716 Alexandr hrabě z Erps - 1716 – 1717 Ludvík baron d'Albon - 1717 – 1734 August Jakob Heinrich von Suckow - 1734 Albrecht baron de Pallant - 1745 – 1750 Kašpar Antoni baron de Chevreulle - 1750 – 1758 Rudolf Karel hrabě Gaisruck - 1758 – 1759 Maxmilián Auust Zorn de Blovsheim | - 1759 – 1771 Leopold von Frankendorf - 1771 – 1773 Elias Schwartz von Schwarztzfeulen - 1773 – 1783 Josef sv. pán z Wenckheimu - 1783 – 1789 Julius Ferdinand sv. pán Minckwitz z Minckwitzburgu - 1789 – 1790 Ignác sv. pán von Stentzsch - 1790 – 1796 Karel sv. pán von Kerpen - 1796 – 1797 Karel Schobeln - 1797 – 1798 Maxmilián hrabě Plunkett - 1798 – 1800 Karel sv. pán Rüdt von Collenberg - 1800 – 1806 Jan Karel hrabě Paar - 1806 – 1809 Jan Nepomuk sv. pán Bach - 1809 – 1810 Samuel von Reissenfels - 1914 – Oberst Franz Ullsperger |  |